# Never Enough (chanson d'Epica)
Pour les articles homonymes, voir Never Enough.
Singles de Epica
Quietus (Silent Reverie)
(2005) Chasing the Dragon
(2008)
Never Enough est un single du groupe de metal symphonique Epica, sorti en 2007.